# Parroquia de Devonshire
Devonshire es una de las nueve parroquias de Bermudas. Se sitúa en el centro del territorio. Limita al oeste con la Pembroke, al noreste con la parroquia de Smith, y al sudoeste con Paget.

## Historia
La zona se denominaba antiguamente Cavendish Tribe y luego Devonshire Tribe. El nombre proviene de William Cavendish, primer barón de Devonshire (1552-1626), a pesar de que nunca visitó Bermudas. 